# Thiodiglycol
Thiodiglycol oder Bis(2-hydroxyethyl)sulfid, auch 2,2′-Sulfandiyldiethanol, ist ein Vorstufenprodukt bei der Herstellung von Senfgas (Lost).
Durch Erwärmen mit Thionylchlorid in benzolischer Lösung wird das Bis(2-hydroxyethyl)sulfid zu Lost chloriert.
Unter dem synonymen Namen 2,2′-Thiodiethanol wird Thiodiglycol als Einbettungsmedium in der Lichtmikroskopie benutzt. Da es mit Wasser mischbar ist, kann der Brechungsindex stufenlos zwischen dem von Wasser (1,33) und dem von Immersionsöl (1,52) eingestellt werden.
Thiodiglycol wird auch als Lösungsmittel für Farbstoffe verwendet, wo es die Farbintensität und Dispergierfähigkeit erhöht.